# Meldert (Brabant flamand)
Pour les articles homonymes, voir Meldert et Maillard.
Meldert (parfois aussi Maillard en français) est une section de la commune belge de Hoegaarden située en Région flamande dans la province du Brabant flamand. Le village est situé à 7 kilomètres à l'ouest de Tirlemont, sur la route conduisant à Beauvechain. C'était une commune à part entière avant la fusion des communes de 1965.

## Toponymie

### Formes anciennes
Meldradium (830) ; Meldrada (1019-30) ; Meldreges (1136) ; Meldere (1146) ; Meldert (1218).

### Étymologie
Selon Albert Carnoy, la localité tire son nom de l'arroche (melde en néerlandais).

## Évolution démographique
- Sources : INS, Rem. : 1831 jusqu'en 1970 = recensements, 1976 = nombre d'habitants au 31 décembre.

## Histoire
Augustin van Velpe, dit Éveraert, seigneur d'Opvelp, Neervelp, Maillart, Houtzem, Wellebringen, est capitaine au service du roi d'Espagne et meurt en 1594. Il est le premier mari de Catherine de Tenremonde, (Famille de Tenremonde), dame du Jardin, du Sart, fille de Joachim de Tenremonde, seigneur du Gardin, de Bommale, et de Marguerite Mathy. Elle meurt en 1603 après s'être remariée.

## Patrimoine
- Château de Maillard
- Église Sainte-Ermelinde de Meldert
- Chapelle Sainte-Ermelinde de Meldert
- Chapelle Saint-Quirin de Meldert

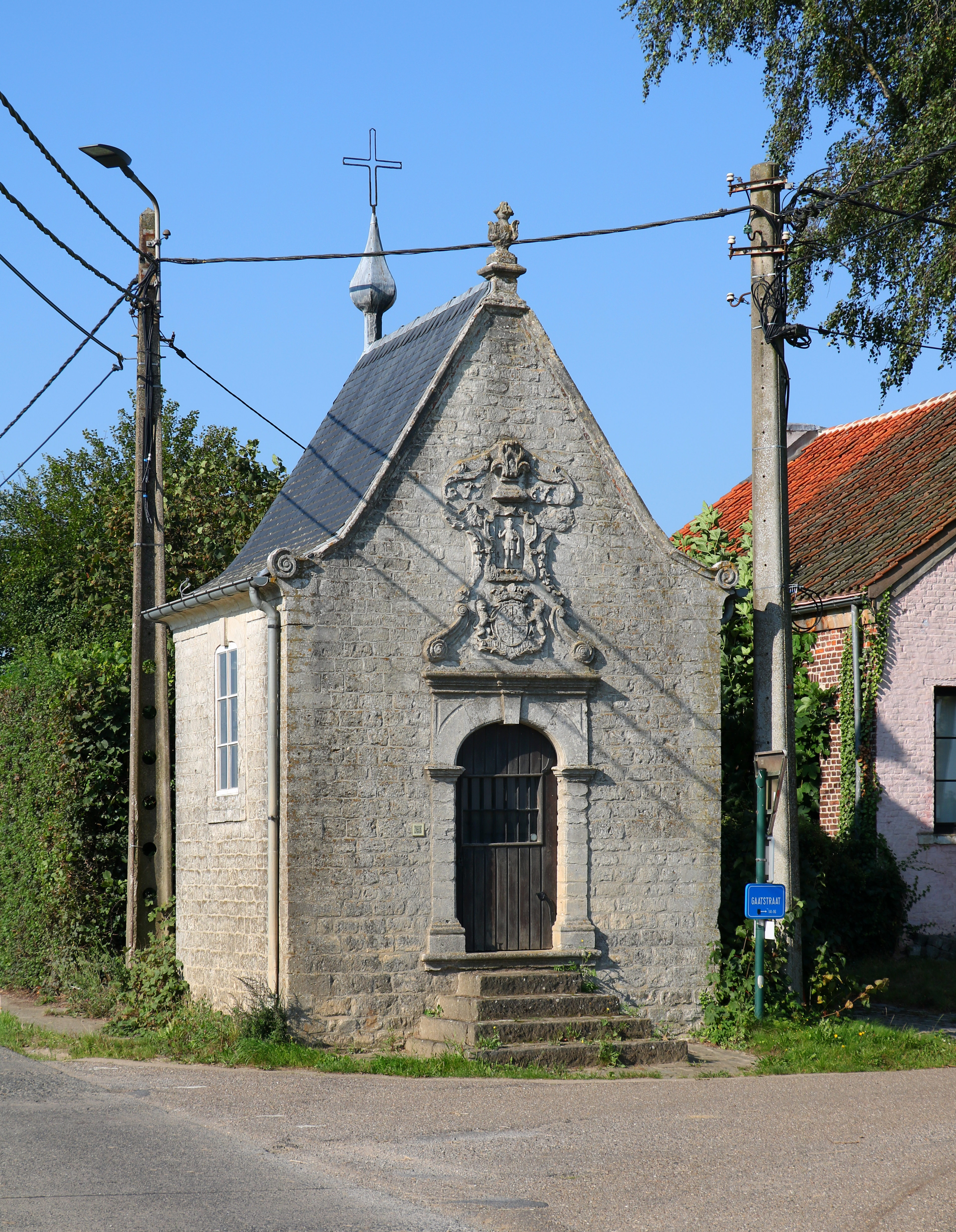
La chapelle Saint-Quirin.
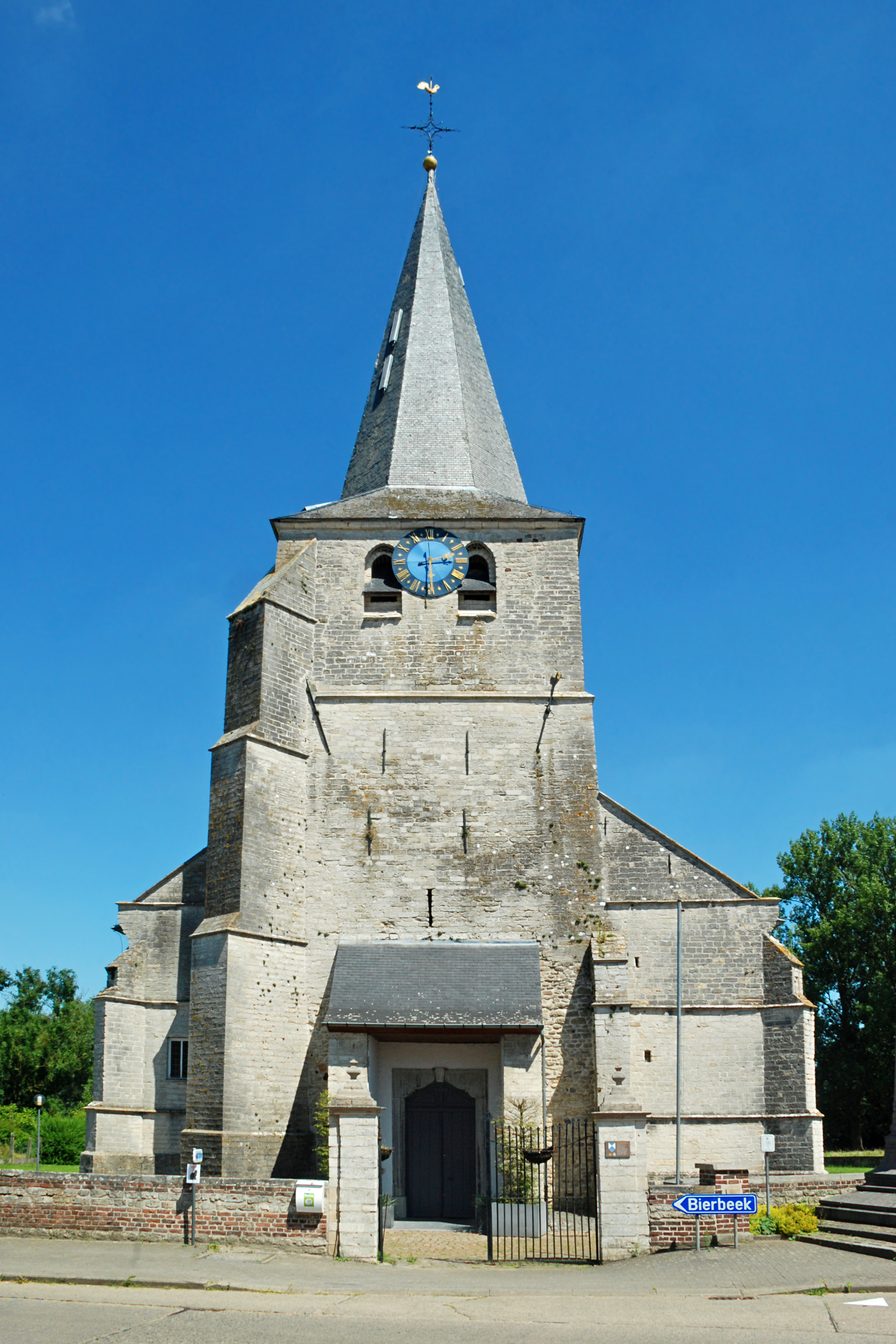
L'église Sainte-Ermelinde.
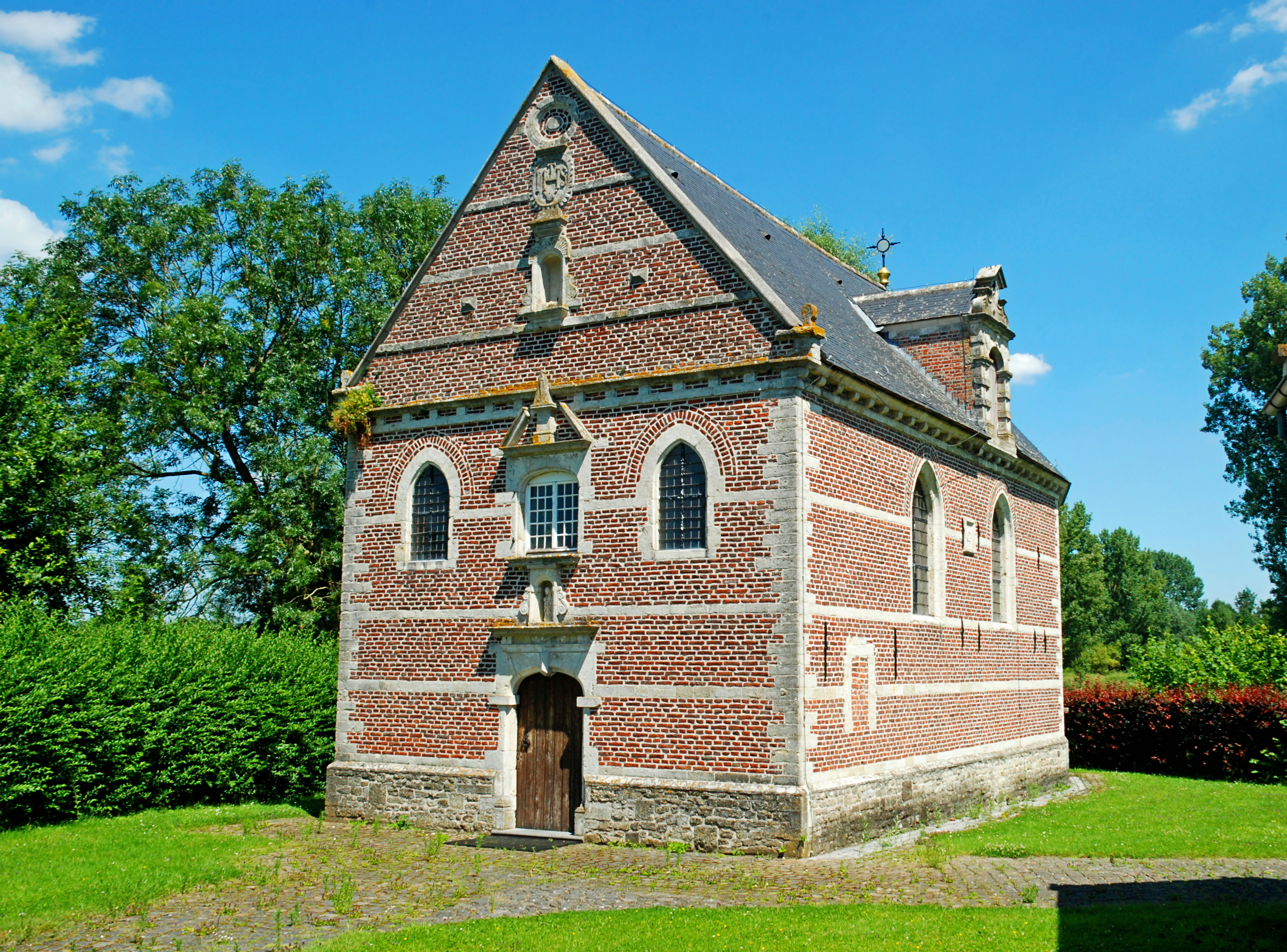
La chapelle Sainte-Ermelinde.
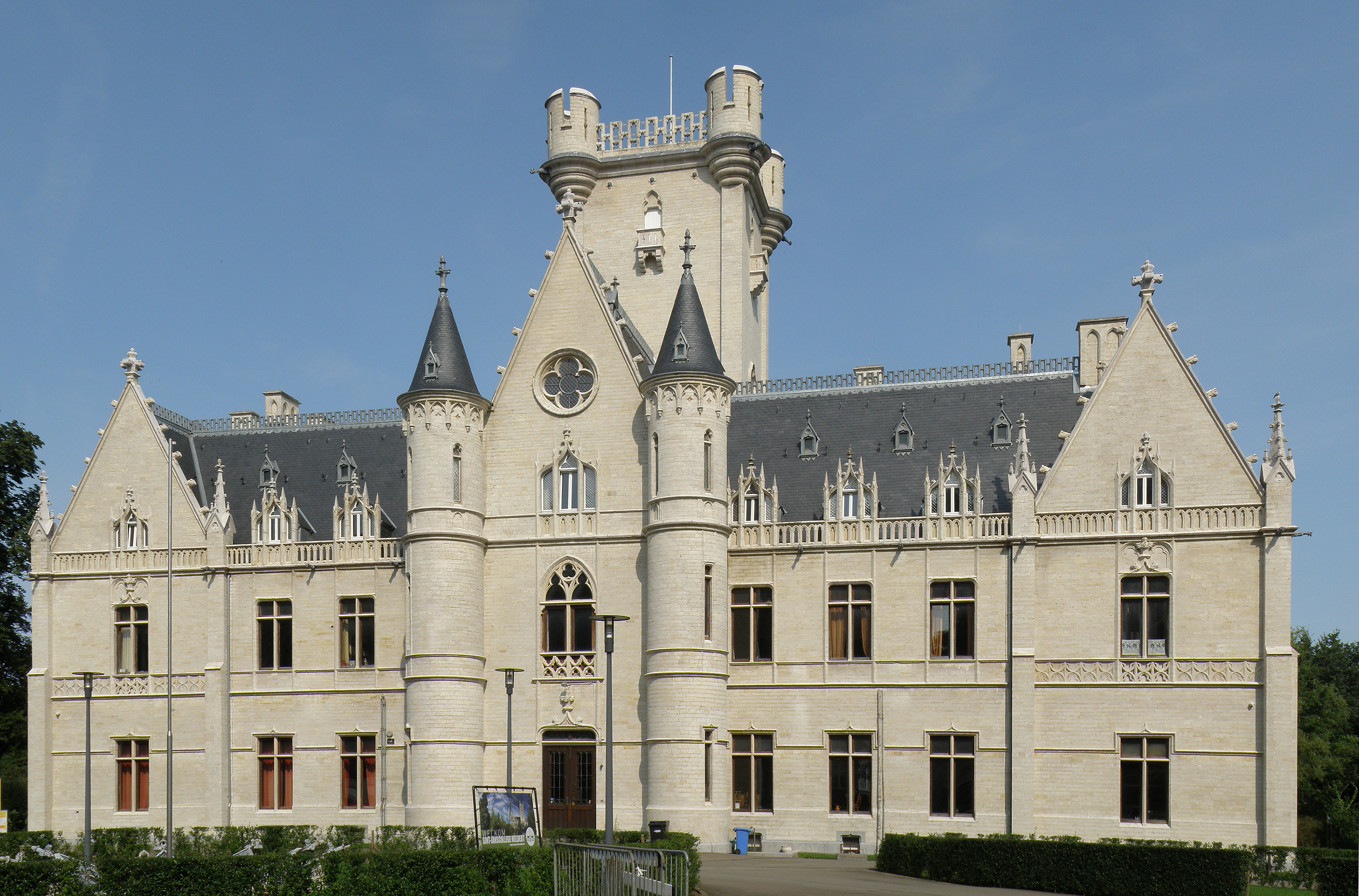
Le Château de Maillard.

## Personnalités liées au village
- Roch van Goidtsnoven, junior (vers 1615 – † 1702 Meldert), échevin de Meldert en 1687[6].
- Sainte Ermelinde, ermite, y est décédée. Son cénotaphe se trouve dans la chapelle Sainte-Ermelinde de Meldert.